# Andy Mientus
Andy Mientus (Pittsburgh, 10 de novembro de 1980) é um ator e cantor norte-americano.

## Biografia

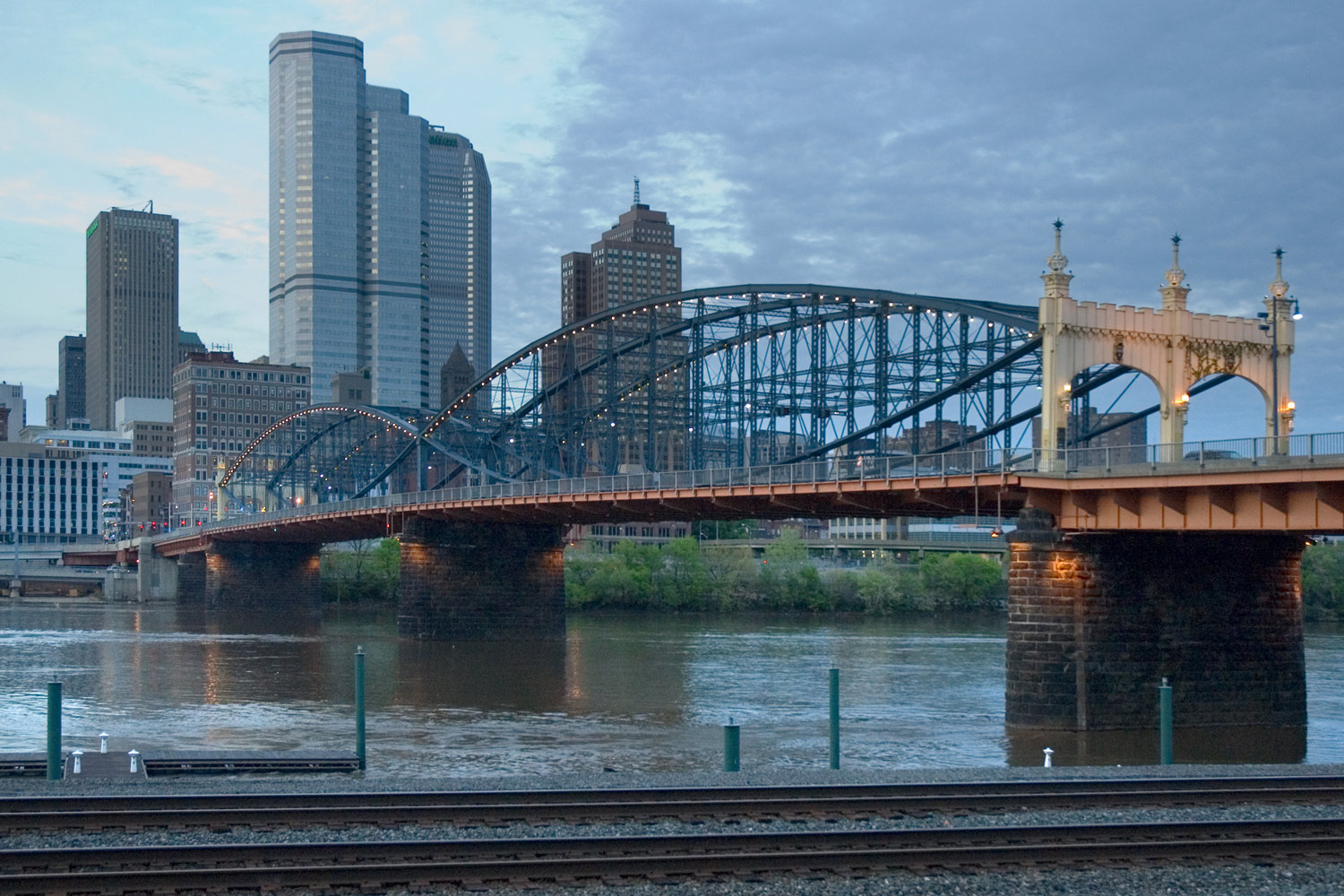
Vista de Pittsburgh, a segunda cidade mais populosa do estado americano da Pensilvânia, onde Mientus nasceu.

Andy Mientus nasceu em Pittsburgh, Pensilvânia. Filho de Jean Marie (Gleeson) e Robert J. Mientus. O ator é descendente de poloneses por parte de pai e  irlandesa e italiana por parte de mãe. Mientus cresceu na Pensilvânia. Ele estudou na Act One Theatre School.
Antes de começar sua carreira no teatro, Mientus foi fã do musical Spring Awakening. Depois de assistir ao show na Atlantic Theatre Company, ele criou um grupo no Facebook para seus amigos e para discutir o show. No entanto, Mientus começou a notar que estranhos (outros fãs) estavam se juntando ao grupo e, em breve, um dos produtores da Spring Awakening entrou em contato com Mientus e pediu-lhe para fazer do seu grupo o show oficial da página do Facebook, que Mientus poderia moderar. Ele concordou, e depois foi recomendado pelo mesmo produtor para audição para a empresa de turismo de Spring Awakening. Ele deixou a Universidade de Michigan após o ano de junho para estar no show e nunca voltou a se formar.

## Vida pessoal
Mientus se casou com o ator e diretor da Broadway, Michael Arden, no dia 18 de agosto de 2016, na Babington House, Somerset, Inglaterra. Ele e Arden planejaram propostas um para o outro no mesmo dia (23 de junho de 2014), sem que o outro soubesse. Eles estão juntos desde 14 de novembro de 2010.

## Filmografia

### Filmes
| Ano  | Título             | Papel   | Notas          | R.            |
| ---- | ------------------ | ------- | -------------- | ------------- |
| 2011 | Central Park Joker | Him     | Curta-metragem | [ 12 ] [ 13 ] |
| 2013 | Running on Empty   | Bag Boy | Curta-metragem | [ 14 ] [ 13 ] |

### Televisão
| Ano           | Título            | Papel        | Notas        | R.                 |
| ------------- | ----------------- | ------------ | ------------ | ------------------ |
| 2013          | It Could Be Worse | Andy         | 1 episódio   | [ 13 ]             |
| 2013          | Smash             | Kyle Bishop  | 14 episódios | [ 13 ]             |
| 2013          | Anger Management  | Andy         | 2 episódios  | [ 13 ]             |
| 2014          | Chasing Life      | Jackson      | 4 episódios  | [ 13 ]             |
| 2015–2016     | The Flash         | Pied Piper   | 3 episódios  | [ 4 ] [ 5 ] [ 13 ] |
| 2017–presente | Gone              | James Finley | 12 episódios | [ 15 ] [ 13 ]      |

### Telefilmes
| Ano  | Título | Papel  | Notas | R.            |
| ---- | ------ | ------ | ----- | ------------- |
| 2015 | LFE    | Trevor |       | [ 16 ] [ 13 ] |